# Eva-Sofi Ernstell
Eva-Sofi Ernstell, född 15 december 1958 i Linköping, död 3 september 2022 i Nacka distrikt, var en svensk museichef.
Ernstell studerade Kulturvetarlinjen vid Lunds universitet 1980–1983 och avlade där kandidatexamen, samt konsthistoria vid Stockholms universitet och avlade magisterexamen. Hon har också lärt tillskärning vid Stockholms Tillskärarakademi. Hon arbetade 1985–1991 på Södertälje konsthall, 1992–1998 som intendent samt 1998–2005 som chef för Livrustkammarens samlingsenhet.
Ernstell var åren 2006–2016 verksam på Armémuseum, först som chef för samlingarna, och från 2008 som museichef. Hon utsågs i september 2016 till chef för Dansmuseet från den 1 januari 2017. 
Åren 2013–2019 (två perioder) var Ernstell ordförande i ICOMAM International Committee for Museums and Collections of Arms and Military History. Hon var från 2020 ordförande i styrelsen för Föreningen Handarbetets vänner.
Ernstell har författat en rad böcker, skrifter och artiklar under sin tid på Livrustkammaren, Armémuseum, Dansmuseet samt för ICOMAM.
Eva-Sofi Ernstell var gift med museiintendenten Micael Ernstell Nationalmuseum. Hon är begravd på Brännkyrka kyrkogård.